# Dewoitine D.1
Il Dewoitine D.1 era un caccia monomotore ad ala alta a parasole prodotto dall'azienda francese Constructions Aéronautiques Émile Dewoitine negli anni venti.
Primo modello progettato da Émile Dewoitine dopo la fondazione dell'azienda che porta il suo nome, il D.1 venne utilizzato principalmente dall'Aéronautique navale, la componente aerea della Marine nationale, a bordo della portaerei Béarn.

## Storia del progetto
Nel 1921 il Service technique de l'aéronautique (STAé) francese emise una specifica, la STAé 1921 C1 leger programme, per la fornitura di un aereo da caccia leggero destinato ad equipaggiare l'Armée de l'air. Al bando partecipò il progettista Émile Dewoitine che aveva da poco fondato l'azienda che portava il suo nome.
Il progetto di Dewoitine era, per i tempi, tecnicamente all'avanguardia, basato su una configurazione monoplana ad ala alta con fusoliera a sezione ovale realizzata in metallo.
Il prototipo, che assunse la designazione D.1.01, venne completato l'anno successivo, equipaggiato con un motore Hispano-Suiza 8Fb, un 8 cilindri a V raffreddato ad acqua da 300 CV (221 kW) con impianto di raffreddamento a doppio radiatore Lambert posizionati sotto la parte anteriore della fusoliera. Superate le prove a terra, venne portato in volo per la prima volta il 18 novembre 1922, appurando però che la visibilità anteriore offerta al pilota si rivelava insufficiente.
Per ovviare al problema, dall'agosto 1923, dal quarto esemplare di preserie venne introdotto un pilone centrale metallico da 120 mm posizionato davanti al cupolino, il quale sollevava l'ala in posizione a parasole consentendo un miglior campo visivo. Dei primi tre esemplari di preserie, destinati alla valutazione da parte dalla commissione esaminatrice francese e che conservavano ancora la configurazione iniziale, due subirono gravi incidenti che ne compromisero la struttura ed il terzo, sopravvissuto, venne poi convertito allo standard D.1bis. I successivi tre esemplari, destinati rispettivamente a Cecoslovacchia, Giappone ed Italia, seguiti dai due commissionati dalla Svizzera, vennero completati allo standard D.1bis ma le critiche legate alla visibilità anteriore, non risolte completamente dalla soluzione tecnica, portarono ad una nuova versione, la D.1ter, che introduceva, in luogo del pilone centrale, un castello tubolare a V rovesciata che liberava definitivamente ogni impedimento alla visuale anteriore.
Il D.1 riscosse un buon successo commerciale, ottenendo in patria una commissione di 29 esemplari dal governo francese e all'estero principalmente dal Regno di Jugoslavia, sua la maggiore commissione con 79 esemplari ordinati.
Successivamente l'azienda italiana Gio. Ansaldo & C. acquistò una licenza per la costruzione della versione D.1ter che commercializzò con la designazione Ansaldo AC.2.

## Impiego operativo
Gli esemplari francesi vennero impiegati dalle Escadrille 7C3 e Escadrille 6C3 dell'Aéronautique navale.

## Versioni
D.1.01
prototipo, con configurazione ad ala alta.
D.1bis
primo sviluppo, con configurazione ad ala alta a parasole e pilone centrale, realizzato in 6 esemplari.
D.1ter
ulteriore modifica, con configurazione ad ala alta a parasole e castello tubolare centrale, realizzata in 5 esemplari.
D.1
versione caccia monoposto di serie, realizzata in 111 esemplari.
Ansaldo AC.2
versione del D.1ter costruita su licenza dall'azienda italiana Gio. Ansaldo & C., caratterizzata da un'ala e l'impianto di raffreddamento motore modificati, realizzato in 112 esemplari destinati alla Regia Aeronautica e 30 per l'Aéronautique navale.

## Utilizzatori
Cecoslovacchia
- Češkoslovenske Letectvo

 Francia
- Aéronautique navale

 Giappone
 Jugoslavia
- Jugoslovensko kraljevsko ratno vazduhoplovstvo i pomorska avijacija

 Svizzera
- Forze aeree svizzere